# Brachycephalus
Brachycephalus é um gênero de anfíbios da família Brachycephalidae. Possui 39 espécies, todas nativas do Brasil.

## Espécies
As seguintes 39 espécies são reconhecidas:
- Brachycephalus actaeus (Monteiro et al., 2018)[2]
- Brachycephalus albolineatus (Bornschein et al., 2016)[3]
- Brachycephalus alipioi (Pombal & Gasparini, 2006)
- Brachycephalus atelopoide (Miranda-Ribeiro, 1920)
- Brachycephalus auroguttatus (Ribeiro et al., 2015)[4][5]
- Brachycephalus boticario (Ribeiro et al., 2015)[4][5]
- Brachycephalus brunneus (Ribeiro et al., 2005)
- Brachycephalus bufonoides (Miranda-Ribeiro, 1920)
- Brachycephalus coloratus (Ribeiro et al., 2017)[6]
- Brachycephalus crispus (Condez, Clemente-Carvalho, Haddad & Reis, 2014)
- Brachycephalus curupira (Ribeiro et al., 2017)[6]
- Brachycephalus dacnis (Toledo et al., 2024)[7]
- Brachycephalus darkside (Guimarães, Luz, Rocha & Feio, 2017)[8]
- Brachycephalus didactylus (Izecksohn, 1971)
- Brachycephalus ephippium (Spix, 1824)
- Brachycephalus ferruginus (Alves et al., 2006)
- Brachycephalus fuscolineatus (Ribeiro et al., 2015)[4][5]
- Brachycephalus garbeanus (Miranda-Ribeiro, 1920)
- Brachycephalus guarani (Clemente-Carvalho et al., 2012)
- Brachycephalus hermogenesi (Giaretta & Sawaya, 1998)
- Brachycephalus ibitinga (Condez et al., 2021)
- Brachycephalus izecksohni (Ribeiro et al., 2005)
- Brachycephalus leopardus (Ribeiro et al., 2015)[4][5]
- Brachycephalus margaritatus (Pombal & Izecksohn, 2011)
- Brachycephalus mariaeterezae (Ribeiro et al., 2015)[4][5]
- Brachycephalus mirissimus (Pie et al., 2018)[9]
- Brachycephalus nodoterga (Miranda-Ribeiro, 1920)
- Brachycephalus olivaceus (Ribeiro et al., 2015)[4][5]
- Brachycephalus pernix (Pombal, Wistuba & Bornschein, 1998)[10]
- Brachycephalus pitanga (Alves, Sawaya, Reis & Haddad, 2009)
- Brachycephalus pombali (Alves et al., 2006)
- Brachycephalus pulex (Napoli, Caramschi, Cruz & Dias, 2011)[11]
- Brachycephalus quiririensis (Pie & Ribeiro, 2015)[12]
- Brachycephalus rotenbergae (Nunes et al., 2021)[13]
- Brachycephalus sulfuratus (Condez et al., 2016)[14]
- Brachycephalus toby (Haddad et al., 2010)
- Brachycephalus tridactylus (Garey et al., 2012)[15]
- Brachycephalus verrucosus (Ribeiro et al., 2015)[4][5]
- Brachycephalus vertebralis (Pombal, 2001)
- Brachycephalus clarissae (Siqueira, Rocha, Machado, Lopes & Pombal Jr., 2022)[16]